# Wendy Poulton
Wendy Poulton (* um 1965, verheiratete Wendy Wadsworth) ist eine englische Badmintonspielerin. 

## Karriere
Wendy Poulton gewann 1984 bei den French Open alle drei möglichen Disziplinen. Sie war dabei im Doppel mit Corinne Sonnet und im Mixed mit Eddy van Herbruggen erfolgreich. Bei den Wimbledon Open 1991 stand sie im Viertelfinale des Damendoppels. In der englischen Nationalmannschaft wurde sie einmal eingesetzt.

## Sportliche Erfolge
| Saison | Veranstaltung | Disziplin   | Platz | Name                                |
| ------ | ------------- | ----------- | ----- | ----------------------------------- |
| 1984   | French Open   | Mixed       | 1     | Eddy van Herbruggen / Wendy Poulton |
| 1984   | French Open   | Damendoppel | 1     | Wendy Poulton / Corinne Sonnet      |
| 1984   | French Open   | Dameneinzel | 1     | Wendy Poulton                       |
| 1985   | Poona Open    | Dameneinzel | 1     | Wendy Poulton                       |
| 1985   | Poona Open    | Damendoppel | 1     | Wendy Poulton / June Shipman        |
| 1985   | Poona Open    | Mixed       | 1     | Richard Outterside / Wendy Poulton  |